# ブリッジウォーター (マサチューセッツ州)
ブリッジウォーター（英: Bridgewater）は、アメリカ合衆国マサチューセッツ州のプリマス郡にある町。人口は2万8633人（2020年）。ボストンの南40キロメートル、ロードアイランド州プロビデンスの東56キロメートルに位置している。町名はイングランドのサマセット州にあるブリッジウォーター町から採られた。

## 地理
アメリカ合衆国国勢調査局に拠れば、市域全面積は28.2平方マイル (73 km2)であり、このうち陸地27.5平方マイル (71 km2)、水域は0.7平方マイル (1.8 km2)で水域率は2.62%である。面積ではマサチューセッツ州351市町の中で第99位、プリマス郡の27市町では第8位である。北西はウェストブリッジウォーター、北東はイーストブリッジウォーター、東はハリファックス、南はミドルボロ、西はレイナムの各町と接している。ブロックトン市の南約5マイル (8 km)、トーントン市の北東10マイル (16 km)、ボストン市の南25マイル (40 km) にあり、ボストン市の郊外都市である。
ブリッジウォーターはブロックトンの郊外とも考えられる。その他ブロックトンを囲む郊外町はイーストブリッジウォーター、ウェストブリッジウォーター、ホイットマン、イーストン、アビントン、ロックランド、ホルブルック、エイボン、ストウトンの各町がある。
ブリッジウォーター市内の地区は、スタンレー、スコットランドパーク、プラットタウン、ペーパーミルビレッジ、サウスブリッジウォーターがある。
ブリッジウォーターはトーントン川に沿ってあり、この川には幾つかの大小の河川が合流している。幾つかの池もあり、その中で最大のものは市の西端にあるニッペニケット湖である。州有林、市有林、幾つかの保護地域、さらにホッコモック湿地野生生物管理地域の大部分が市の西部にある。この湿地の一部はブリッジウォーター・トライアングルと呼ばれる、奇妙な「フォーティアン現象」、植民地時代の「ダークデイズ」、ビッグフット（未確認動物）と不思議なクロヒョウ、UFOの目視、その他超自然的な遭遇が発生する場所であり、『不思議なアメリカ』の作者ローレン・コールマンが名づけたものである
。バミューダトライアングルに擬えられることも多い。

## 人口動態
以下は2000年国勢調査による人口統計データである。
| 基礎データ - 人口: 25,185 人 - 世帯数: 7,526 世帯 - 家族数: 5,584 家族 - 人口密度: 353.7人/km2（916.2 人/mi2） - 住居数: 7,652 軒 - 住居密度: 107.5軒/km2（278.4 軒/mi2） 人種別人口構成 - 白人: 87.28% - アフリカン・アメリカン: 4.04% - ネイティブ・アメリカン: 2.23% - アジア人: 1.08% - 太平洋諸島系: 0.02% - その他の人種: 6.23% - 混血: 1.12% - ヒスパニック・ラテン系: 2.75% 年齢別人口構成 - 18歳未満: 22.9% - 18-24歳: 14.7% - 25-44歳: 32.9% - 45-64歳: 20.9% - 65歳以上: 8.6% - 年齢の中央値: 34歳 - 性比（女性100人あたり男性の人口） - 総人口: 110.7 - 18歳以上: 111.9 | 世帯と家族（対世帯数） - 18歳未満の子供がいる: 38.6% - 結婚・同居している夫婦: 61.5% - 未婚・離婚・死別女性が世帯主: 9.5% - 非家族世帯: 25.8% - 単身世帯: 19.6% - 65歳以上の老人1人暮らし: 7.7% - 平均構成人数 - 世帯: 2.81人 - 家族: 3.27人 収入と家計 - 収入の中央値 - 世帯: 65,318米ドル - 家族: 73,953米ドル - 性別 - 男性: 48,438米ドル - 女性: 32,383米ドル - 人口1人あたり収入: 23,105米ドル - 貧困線以下 - 対人口: 3.5% - 対家族数: 1.9% - 18歳未満: 2.6% - 65歳以上: 6.1% |

ブリッジウォーターはプリマス郡で人口第3位、人口密度第7位の町である。マサチューセッツ州では人口第71位、人口密度は州内第110位である。

## 経済
1960年代後半、ブリッジウォーターの経済はオールドコロニー矯正センターなどマサチューセッツ州矯正部の施設、ブリッジウォーター州立病院、ブリッジウォーター師範カレッジ（現ブリッジウォーター州立大学）に依存していた。ブリッジウォーター刑務所の獄吏を務め後にミシシッピー州立刑務所の監督官になったドナルド・カバナは、「この町はアメリカ合衆国で初の師範学校があるという事実を宣伝しており」、刑務所は「あまり華々しくは語られなかった」と言っていた。
1800年代の大半と1900年代の初期のブリッジウォーター経済は、町の中にある工場にほとんど依存していた。その鉄鋼工場で有名である。その内の1つ、名前もブリッジウォーター鉄工所と名付けられ、州の歴史的な場所として登録されている。鉄鋼工場の大半は1994年に解体され、その跡地は公園に変えられ、アイアンワークス公園と名付けられた。今日でも市内には鉄工関連会社は多く、アシュモント鉄工所やスーピアリア・ネイル・アンド・アイアンなどが残っている。その他、製紙工場、製材所、長靴と靴の工場もある。古い長靴と靴の工場がマサチューセッツ湾交通局の通勤鉄道線やバーガーキングに隣接してブロード通りに残っている。この工場ではもはや靴を製造していないが、多くの企業や保管装置が入っている。

## 政治

### 市政府
ブリッジウォーターは2011年1月まで町政委員会が指導する公開タウンミーティング形式の政府形態を採っていた。現在は小選挙区から選ばれる委員7人と市全体を選挙区に選ばれる委員2人、合計9人の市政委員会と、指名職であるマネジャー、評価官、税徴収官が市政を行っている。市の形態の政府を採ると申請し認められたものの、市名の中に「町」を残すことを選ぶ州内14市の1つである。このことは2010年4月24日に行われた住民投票の質問第1で、5人の町政委員会から9人の市政委員会に変えることを承認し、長い間開催してきたタウンミーティングを廃止することを決めたことによっていた。市の施設は市の中心にあり、警察署はマサチューセッツ州道104号線に沿った広場のすぐ西にある。町には消防駐屯所が2か所あり、1つはカレッジに隣接し、もう1つは町の東部、市役所の裏にある。郵便局は町の中心の北、マサチューセッツ州道18号線沿いにある。ブリッジウォーター公共図書館は町の中心の北にあり、サウスイースタン地域インターネット図書館サービスネットワークに属している。

### 州の機関
マサチューセッツ州議会下院では第8プリマス選挙区に入っている。上院ではプリマス・ブリストル第1選挙区に入っている。マサチューセッツ州警察第4バラック、Dトループが市内をパトロールしている。
マサチューセッツ州矯正部が市内にあるブリッジウォーター矯正複合施設に幾つかある施設を運営している。この複合施設にはブリッジウォーター州立病院、マサチューセッツ・アルコール・アンド・サブスタンス・アビューズ・センター、マサチューセッツ・トリートメント・センター、オールドコロニー矯正センターが含まれている。

### 連邦政府の機関
アメリカ合衆国下院議員ではマサチューセッツ第9選挙区に含まれており、2001年以降民主党のスティーブン・リンチが議員を務めている。
O
市内のマサチューセッツ州道18号線沿いには州軍武器庫がある。

## 教育

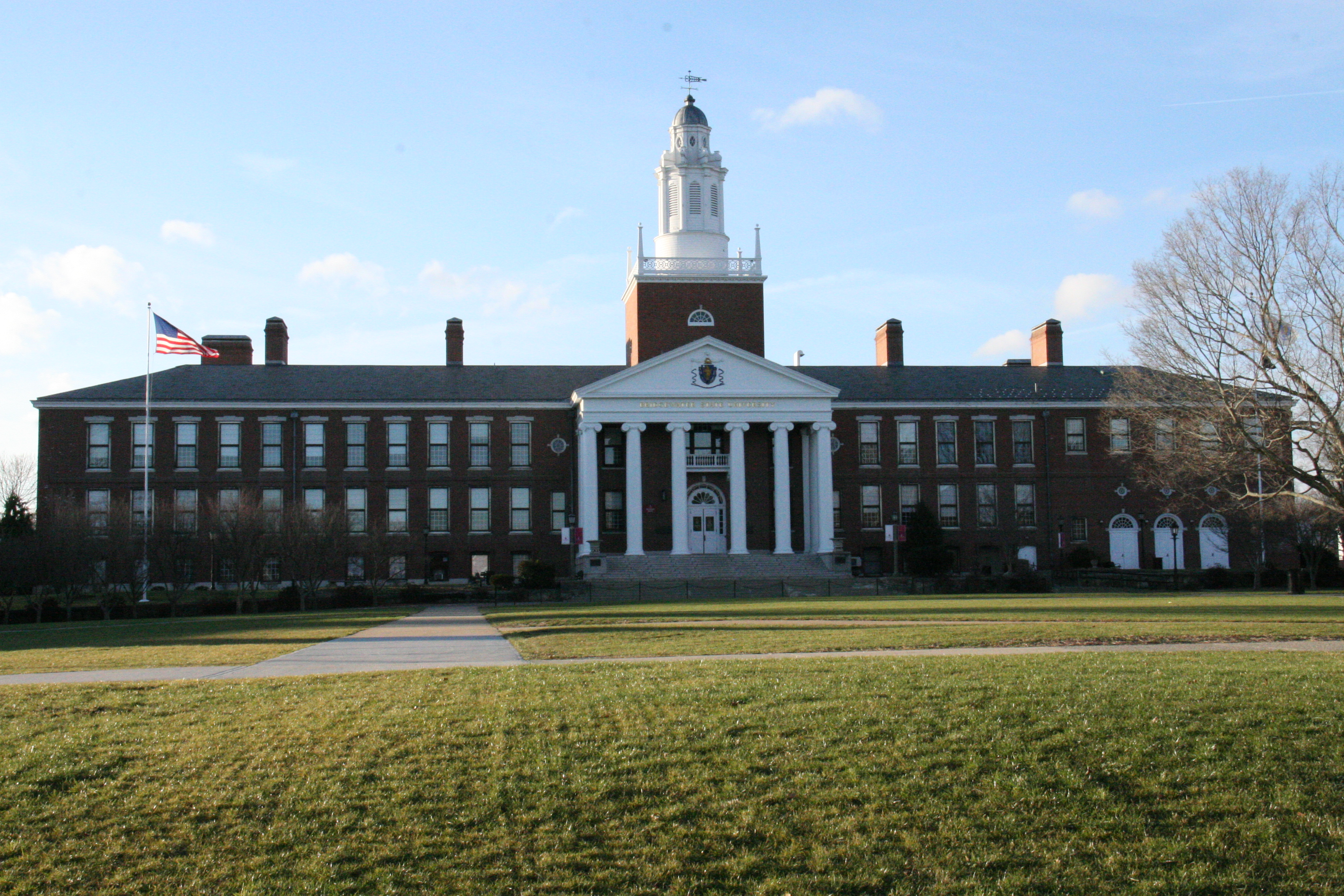
ブリッジウォーター州立大学キャンパスにあるボイデン・ホール

ブリッジウォーターは隣接するレイナムと教育学区を共有している。それぞれが独自の小学校と中学校を運営し、共通の高校に進学させている。ブリッジウォーター市内には小学校がジョージ・H・ミッチェル小学校の1校で幼稚園から3年生を教えている。4年制から6年生はM・G・ウィリアムズ中間学校、7年生と8年生はブリッジウォーター中学校に通う。ブリッジウォーター・レイナム地域高校はブリッジウォーター市内、町の中心の西にある。その運動チームの愛称は「トロージャンズ」、スクールカラーは赤と白である。
以前は私立学校が2校あったが2013年に閉校された。近くのトーントン市やブロックトン市には私立学校がある。
ブリッジウォーターには以前、私立高校のブリッジウォーター・アカデミーが「タウン・コモン」にあった。19世紀の初期から中盤にはマサチューセッツ生まれの商人かつ慈善事業家のエノク・プラット（1808年-1896年）のような指導者となった若者が通った。プラットは1830年代には誕生地のノースミドルボロに公共図書館を建て、アメリカでは最初期の無料公共図書館体系であるエノク・プラット無料図書館を設立した。1831年に移転したメリーランド州ボルチモア市に中央図書館と6か所の支所を建て、1882年にはエノク・プラット無料図書館と名付けて120万ドルを寄付した。この図書館は中心街の事業地区、「カセドラル・ヒル」の「マウントバーノン・ベルベデア」の文化と歴史地区北部にあり、1ブロック全体を占め、第4段階の歴史的建造物となり、丁寧に飾られたグレートホールがあり、600万冊以上の蔵書があり、メリーランド州立図書館資源センターとしても機能し、市内にある22か所の支所と共に、郊外の郡部にも本の貸し出しや行事、活動で貢献している。プラットは別に精神病院も寄贈しており、現在はボルチモアの北、メリーランド州タウソンのシェパード＝エノク・プラット病院と呼ばれている。また1879年に建てられ、中心街のランドマークとなっている第一ユニタリアン・ボルチモア教会の施設にもプラットの名前が付けられている。19世紀の百万長者でスコットランド生まれの工業資本家アンドリュー・カーネギーは1900年にUSスチールを設立し、友人のプラットからヒントを得て、全国に数多い図書館を建て、多額の金を寄付した。プラットはメリーランド州や大西洋岸中部の企業や運送業の多くにも出資した。ミドルボロやブリッジウォーターの地域にはプラットの事業や慈善事業の名残が残っており、地域でその名がよく知られている。
市内には公立教養型大学のブリッジウォーター州立大学があり、元々は1840年に師範学校として設立されたものだった。マサチューセッツ大学システムの外にある州立大学9校の中では最大である。2005年時点で学部生7,000人と大学院生1,800人が学んでいる。

## 交通
ブリッジウォーター市内で州間高速道路495号線とマサチューセッツ州道24号線が交差している。州間高速道路495号線は町の南西隅を僅か1マイル (1.6 km) 通っているだけである。この交差点の北、州道24号線沿いに2つの大きなサービスエリアがあり、どちらもレストランやガソリンスタンドがある。州道24号線だけでなく、マサチューセッツ州南西部にもこのようなフルサービスのエリアはこの2か所だけである。しの中心には州道18号線、同28号線、同104号線、がタウン・コモンを通っている。州道18号線と同28号線は南北方向道路であり、ミドルボロのアメリカ国道44号線と交差してからここまで合流している。州道104号線は東西に抜けており、西部で州道24号線に繋ぐランプがある。州道106号線の短い区間が市の北東部境にそって走っている。州道104号線の東端がイーストブリッジウォーターとの市境にある。
マサチューセッツ湾交通局の通勤鉄道であるミドルボロ/レイクビル線が市内を通っており、ブリッジウォーター州立大学の南端に停車駅がある。そこは大学の主要駐車場のすぐ南である。トーントン近くに小さな飛行場がある。最寄りの国内便空港はプロビデンス郊外のT・F・グリーン空港と、ボストン市のジェネラル・エドワード・ローレンス・ローガン国際空港を利用している。

## 著名な出身者
- ミッキー・カクレーン、メジャーリーグベースボール選手、デトロイト・タイガース他、アメリカ野球殿堂入り、1903年にブリッジウォーターで生まれた[17]
- ジョー・ローゾン、総合格闘家

## メディア
- 「ジ・エンタープライズ」
- 「ブリッジウォーター・インデペンデント」、毎週水曜日に発行[18]
- 「コメント」、ブリッジウォーター州立大学の学生新聞[19]
- ブリッジウォーター・ケーブルアクセス
- WBIM-FM 91.5, ブリッジウォーター州立大学のFMラジオ局